# Голуб білокрилий
Го́луб білокрилий (Patagioenas corensis) — вид голубоподібних птахів родини голубових (Columbidae). Мешкає у Венесуелі і Колумбії та на сусідніх островах.

## Опис

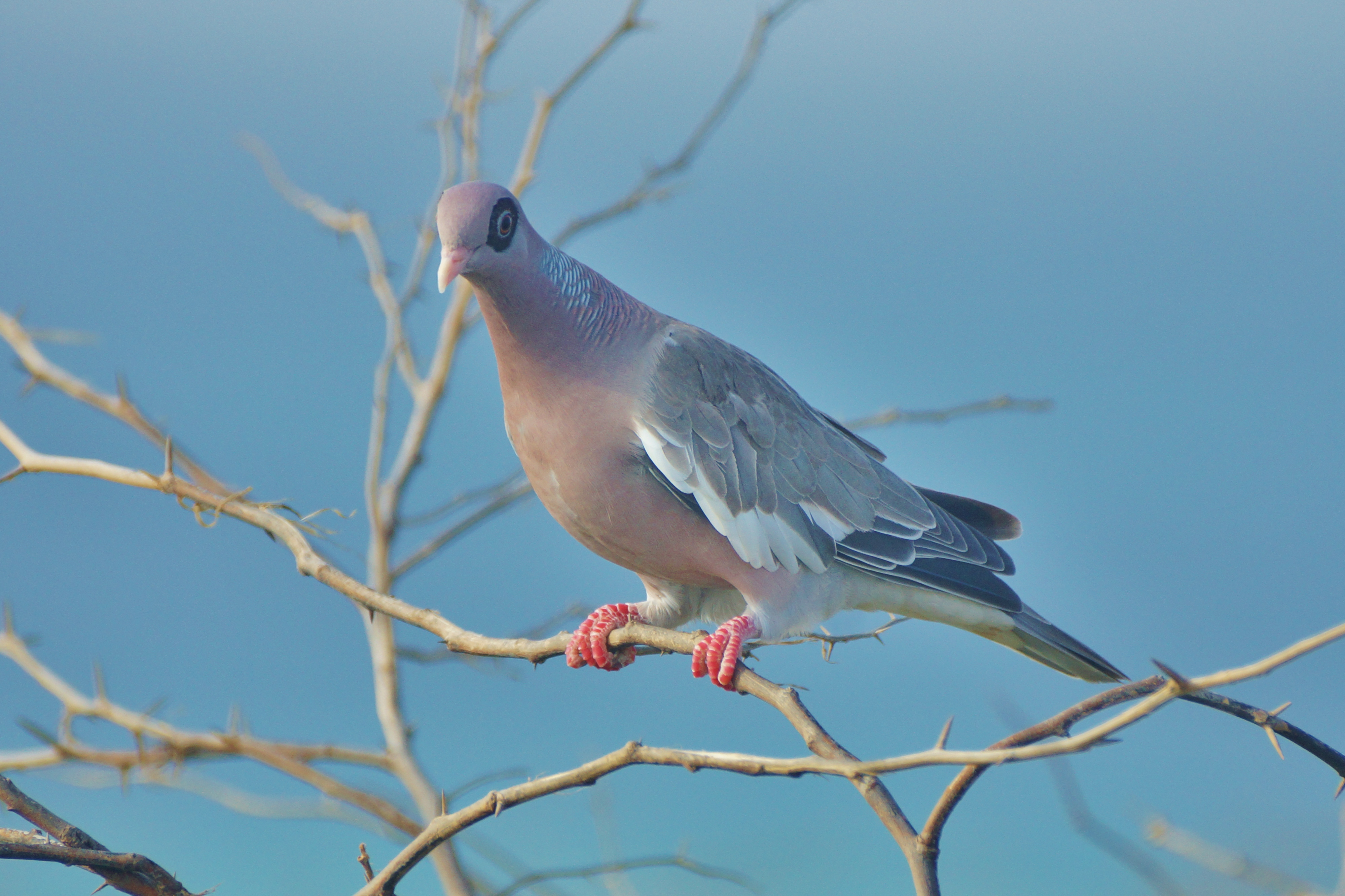
Білокрилий голуб

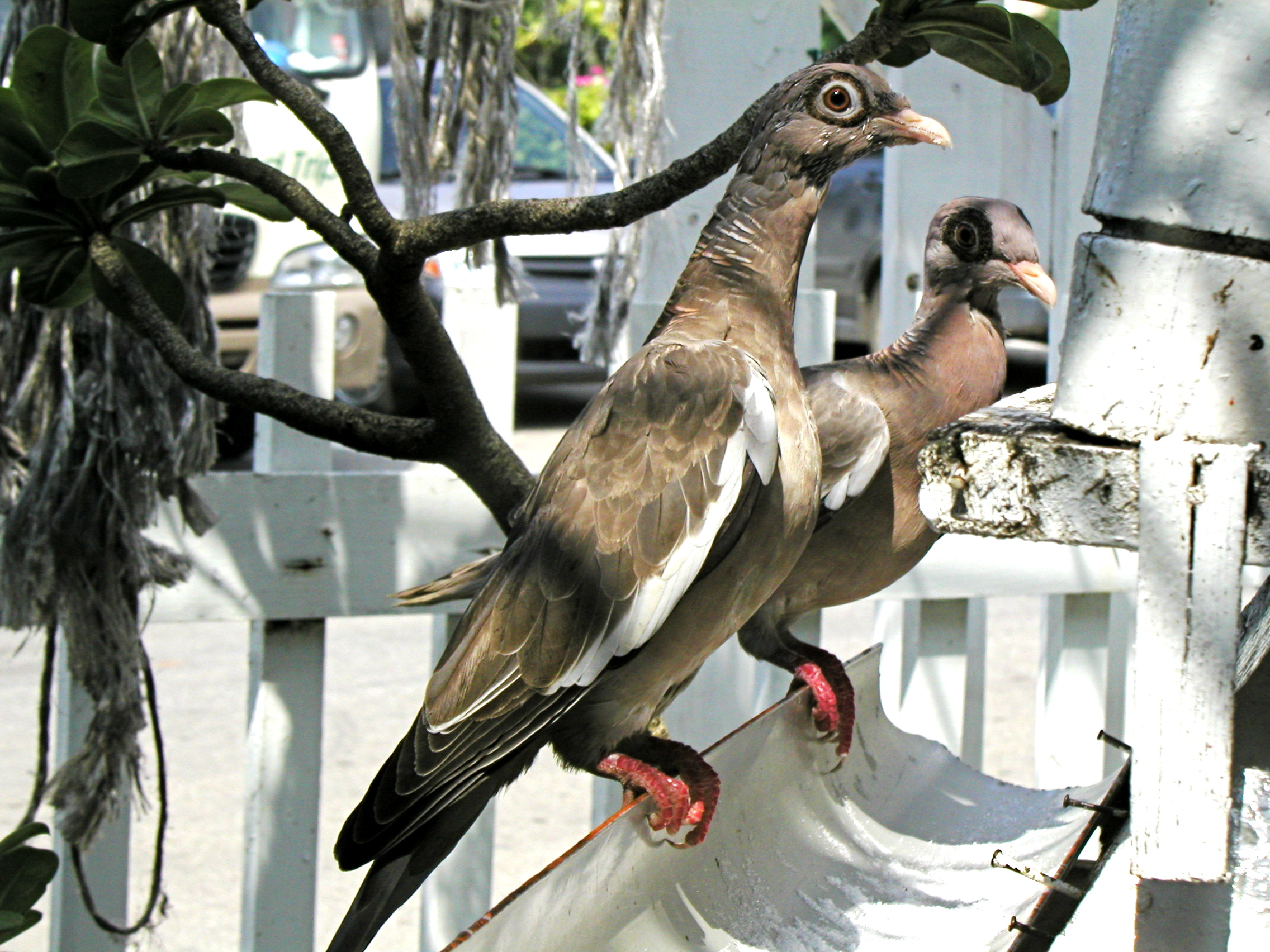
Білокрилі голуби

Самці білокрилого голуба мають довжину 32-37 см, самиці 30-34,5 см. Довжина крила становить 187—200 мм, хвоста 128—130 мм, дзьоба 15—16 мм, цівки 21—22 мм. Вага 274 г. Самиці і самці не вирізняються за забарвленням. Забарвлення переважно світло-коричневе, голова, шия і груди пурпурово-рожеві. Пера на голові мають сизі кінчики, пера на задній частині шиї і верхній частині спини мають темні рожевувато-бронзові смуги і світло-коричневі края, які формують лускоподібний візерунок. На крилах помітні білі плями. Нижня частина спини, крила і надхвістя світло-сизі, махові пера чорні з тонкими білими кінчиками. Райдужки оранжеві або оранжево-карі, навколо очей широкі червонувато-коричневі кільця голої шкіри, зсередині окаймлені блакитною смугою. Дзьоб рожевуватий, лапи оранжеві. Молоді птахи мають дещо тьмяніше забарвлення, на потилиці у них бліді смуги.

## Поширення і екологія
Білокрилі голуби мешкають на карибському узбережжі Колумбії і Венесуели (зокрема на півострові Гуахіра), на венесуельських островах Маргарита і Ла-Бланкілья, а також на Нідерландських Антильських островах (Аруба, Кюрасао, Бонайре). Вони живуть в посушливих районах, порослих чагарниковими, кактосовими і акацієвими заростями та в мангрових лісах і на полях. Зустрічаються на висоті до 400 м над рівнем моря, переважно на висоті до 200 м над рівнем моря. Під час сезону розмноження білокрилі голуби зустрічаються парами, під час негніздового періоду утворюють граї, які можуть нараховувати до 500 птахів (зазвичай 30-50 птахів).
Білокрилі голуби живляться насінням і плодами (зокрема плодами тонкуватого антігонона (Antigonon leptopus) саподіли і винограду), бобами, стручками акації, дуболистої цизальпінії (Caesalpinia coriaria) і тамаринда. Початок сезону розмноження залежить від доступності їжі. Гніздо являє собою просту платформу з гілочок, розміщується на дереві або в чагарниках. В кладці одне біле яйце.